# Nazlı Savranbaşı
Nazlı Savranbaşı (İzmir, 9 d'octubre de 2003) és una gimnasta artística turca. Savranbaşı va iniciar amb la gimnàstica als quatre anys amb la promoció del seu oncle, Ramazan Savranbaşı, lluitador a la selecció turca i pedagog esportiu.
Nazlı Savranbaşı va participar en els Jocs Olímpics de la Joventut 2018, el Campionat Mundial de 2019 i es va guanyar el dret de participar en els Jocs Olímpics de Tokio.